# 遺丘

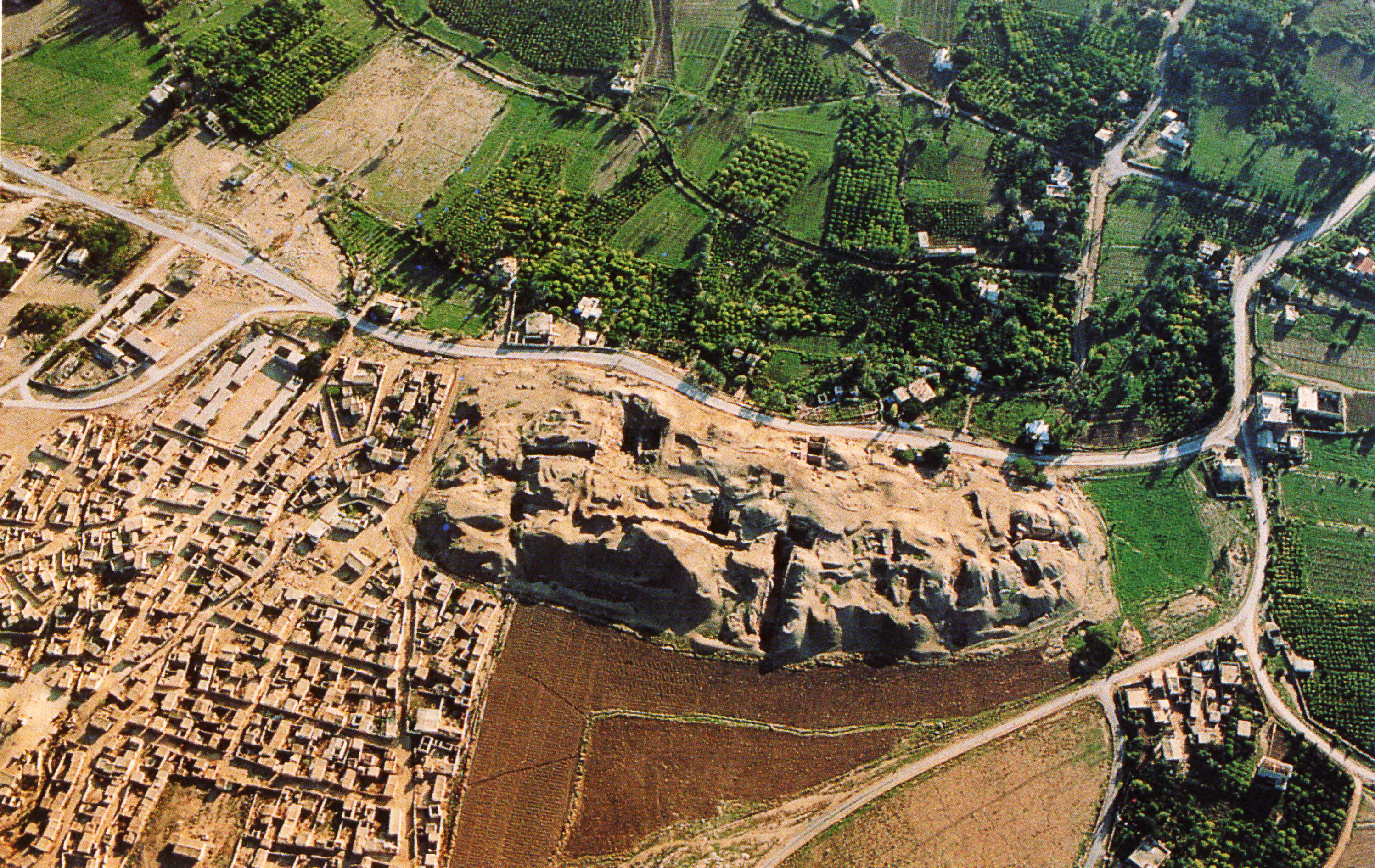
現在のエリコ市街地近郊の遺丘、テル・エッ・スルタン。近くに泉がわく場所があることから、町が長年この場所に作られ、その廃墟が丘となって積み上がった。これが古代のエリコの町の遺跡とみられる

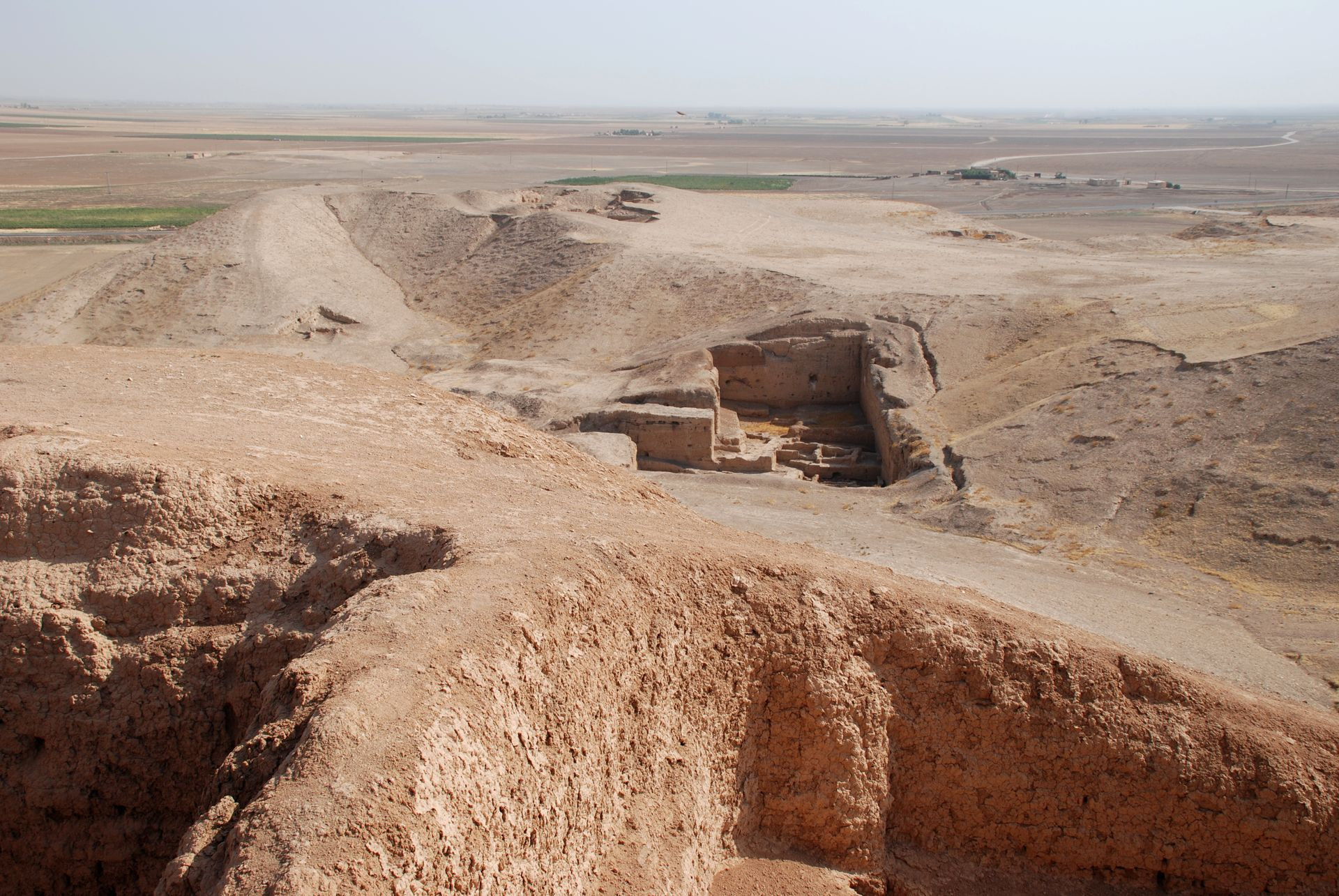
シリア北部テル・ブラク遺跡NE地区の遺丘

遺丘（いきゅう、英語: tell）とは、ある場所に繰り返し集落や都市が築かれた結果、その場所が丘のように盛り上がった状態、又はその場所。集落や都市の形成、放棄、整地の繰り返しにより形成されるため、層状の遺跡となる。

## 概要
遺丘が形成されるのは、人々の居住に適した場所がある程度限定されるためであるが、特に乾燥地では水利施設による制約があるため、形成されやすい。
遺丘は、世界各地に分布しているが、具体的な例としては、西アジア各地にみられるタル（アラビア語: تلّ tall または tell）、テル（ヘブライ語: תֵּל tel）、テペ（ペルシア語: Tepe）、ホユック（トルコ語: höyük）と呼ばれるものが挙げられる。また、アンデス地方では、ピラミッドや巨石などを含めて、このような遺丘のことをワカ（Huaca）と呼ぶ。そのため、こういった地域の遺跡名は、テペ某、某テペ、ワカ某という遺跡名が多く、実際に遺丘を形成している場合が多い。
遺丘は、いくつもの文化層が重なった結果、「丘」のようになっているのでその場所の歴史のタイムカプセルになっている。
典型的な層位発掘調査が期待できる。文化層の遺物を共伴遺物と考えることができる。ほかの遺丘の調査結果と比べることにより、その遺丘が集落ないしは都市として機能していたのか否かなどを含めてその地域の歴史を知ることができる。